# Boduszewo (wieś)
Boduszewo – wieś w Polsce, położona w województwie wielkopolskim, w powiecie poznańskim, w gminie Murowana Goślina.

## Historia
Miejscowość pierwotnie była związana z Wielkopolską. Istnieje co najmniej od drugiej połowy XIV wieku i ma średniowieczną metrykę. Po raz pierwszy odnotowane zostało w łacińskim dokumencie z 1388 jako "Bodusowo, Bodusowo Minor", 1399 "Bodusszowo", 1401 "Bodussewo", 1404 błędnie "Podusowo", 1405 błędnie "Podussowo", 1494 "Boduschow", 1508 "Boduschewo".
Wieś była początkowo własnością szlachecką należącą do lokalnej szlachty z rodu Brzechwów, Pniewskich, Danaborskich. W 1433 miejscowość leżała w powiecie poznańskim województwa poznańskiego w Koronie Królestwa Polskiego. W 1508 należała do parafii Goślina Kościelna.
Pierwszy zapis związany ze wsią pochodzi z 1388 kiedy Mikołaj Brzechwa z synem Sędziwojem z Gośliny Kościelnej, Przebędowa i Boduszewa oraz wszyscy posiadacze zastawni tych dóbr, pozwani zostali przez Żyda Muszka z Pyzdr o 32 grzywien oraz o lichwę. W 1388 Mikołaj Brzechwa wraz z dziećmi pozwany został przez Włosta z Wilkowa koło Buku o 20 grzywien szkody.
W latach 1399-1400 odnotowano sądowe spory majątkowe rodu Brzechwów i Pniewskich o wieś Boduszewo. W 1399 sąd ziemski polecił wwiązać panią Dorotę Radzimską, wdowę po kasztelanie radzimskim Wincentym z Pniew w jej wiano, w skład którego wchodziło miasto Goślina Kościelna i wieś Boduszewo oraz część Pniew. W 1400 Dorota wygrała proces ze swoim pasierbem Mikołajem Pniewskim o 200 kop groszy wiana w Goślinie Kościelnej i w Boduszewie. W latach 1401-1406 odnotowano spory Brzechwów z Pniewskimi o Boduszewo. W 1401 Mikołaj Brzechwa toczył spór z Mikołajem Pniewskim o Goślinę Kościelną i Boduszewo. W 1403 Eufemia córka Mikołaja Brzechwy przegrała proces z Dorotą Pniewską o Goślinę Kościelną i Boduszewo, stanowiące wiano Doroty. W latach 1403-1404 Brzechwa (Mikołaj lub jego syn) toczył spór z Janem Pniewskim synem Doroty o Goślinę Kościelną i Boduszewo. W 1405 Dorota Pniewska wygrała proces z Brzechwą o Goślinę Kościelną i Boduszewo. W 1405 zastąpiła Boguchwała Głębockiego w sporze z Brzechwą o Boduszewo. W 1406 Mikołaj Brzechwa zgłosił gotowość wykupienia Gośliny Kościelnej i Boduszewa z rąk Doroty Pniewskiej; sprawę jednak odroczono. W 1407 Dzierżek z Oćwieki w powiecie gnieźnieńskim w imieniu swej żony Eufemii był w sporze sądowym o Boduszewo z Boguchwałem z Głęboczka i występującą w jego imieniu Dorotą z Pniew. W 1409 Anna żona Mikołaja z Łukowa była w sporze sądowym z Femką czyli Eufemią córką Brzechwy. Eufemia z Oćwieki dowodziła, że Goślina Kościelna i Boduszewo były niegdyś oddane Janowi Łukowskiemu na co był dokument. W 1414 Jan Pniewski toczył spór z Ochną Brzechwinką, prawdopodobnie córką Mikołaja Brzechwy,  dowodząc, że Sędziwój dał 500 grzywien, a Ochna 90 grzywien za połowę Gośliny Kościelnej oraz połowę Boduszewa, które Ochna wygrała od Jana Pniewskiego. W 1416 właścicielem we wsi był Jan z Pniew.
W 1425 Jadwiga z Wierzenicy oskarżyła Piotra z Głęboczka o to, że wziął dwa konie, dwa woły oraz wóz człowiekowi z Boduszewa na jej własnej dziedzinie. W 1427 odnotowano sołectwo boduszewskie. W 1433 Mikołaj ze Śliwna dał wojewodzie kaliskiemu Andrzejowi z Danaborza połowę miasta Goślina Kościelna oraz połowę Boduszewa wraz z młynem zbożowym, a w zamian otrzymał wieś Wysoka w powiecie nakielskim oraz 600 grzywien. W 1438 Mikołaj Kot Świekocki uposażył altarię św. Trójcy, Wniebowzięcia NMP i św. Stanisława, Mikołaja i Wacława w katedry poznańskiej w 10 grzywien czynszu od sumy 120 grzywien zapisanej na dobrach Piotra oraz Dobrogosta Głębockich z Głęboczek, Gaci (obecnie to część Łopuszewa), Boduszewa, Worowa i Wiesiołowa. W 1438 Mikołaj Colino, kolonista z Boduszewa pozwany został przez Dobrogosta plebana w Sławnie w powiecie gnieźnieńskim dziedzicem wsi Myszki w powiecie gnieźnieńskim o 30 kop żyta w snopach, 10 ćwiertni (łac. "mensura") żyta wymłóconego oraz trzy wiardunki czynszu (łac. "salarium").
W 1444 starosta nakielski Włodek z Danaborza sprzedał za 600 grzywien chorążemu włocławskiemu Mikołajowi z Kościelca połowę miasta Goślina Kościelna oraz połowę Boduszewa, należne jego żonie Dorocie z Pniew prawem bliższości. W 1475 wojewoda brzeski Mikołaj z Kościelca zapisał wikariuszom katedry poznańskiej czynsz w wysokości 4 grzywien od sumy 48 grzywien na Goślinie Kościelnej i Boduszewie. W 1478 sprzedał z prawem odkupu za 1000 złotych węgierskich szlachcicowi Jerzemu Zet z Naramowic miasto Goślina Kościelna i Boduszewo. W latach 1493-1494 Wincenty i Jan Kościeleccy synowie Mikołaja dziedzice wsi Skępe w ziemi dobrzyńskiej sprzedali Stanisławowi Potulickiemu herbu Grzymała miasto Goślina Kościelna oraz Boduszewo za 1600 florenów węgierskich, a brat ich prepozyt włocławski Mikołaj Kościelecki poręczył za wyclenie tych osad. W 1505 Stanisław Potulicki sprzedał z prawem odkupu swojemu synowi Mikołajowi Potulickiemu dobra Goślina Kościelna, Boduszewo, Przebędowo, Potulice, Rumnowo (obecnie Runowo) i Rudnice za 2000 złotych węgierskich, a następnie ojciec i syn zapisali Małgorzacie Kębłowskiej, żonie Mikołaja, po 200 grzywien posagu oraz wiana na wspomnianych dobrach.
W latach 1508-1580 odnotowano wieś w rejestrach poborowych. W 1508 nazwa wymieniona jednak formularz nie został wypełniony. W 1563 wieś odnotowano jako opustoszałą, która uprawiana była jako folwark. W 1577 ponownie odnotowano wieś jako opuszczoną. W XVI wieku wieś szlachecka, własność wojewody płockiego Piotra Potulickiego, około 1580 roku leżała w powiecie poznańskim województwa poznańskiego w Rzeczypospolitej Obojga Narodów. Wskutek II rozbioru Polski w 1793, miejscowość przeszła pod władanie Prus i jak cała Wielkopolska znalazła się w zaborze pruskim.
W latach 1954–1959 wieś należała i była siedzibą władz gromady Boduszewo, po jej zniesieniu w gromadzie Murowana Goślina. W latach 1975–1998 miejscowość administracyjnie należała do województwa poznańskiego.
Boduszewo położone jest 3 km na wschód od Murowanej Gośliny. Nazwa wywodzi się od dawnego imienia Bodusz. Wieś była własnością Mikołaja Brzechwy, jego syna Sędziwoja, Głębockich i Pniewskich. W 1493 r. kupili ją Potuliccy. W latach 1651–1694 własność Jana Leszczyńskiego a następnie Rafała Leszczyńskiego. Boduszewo było jednym z folwarków goślińskich, a w 1773 r. stanowiło własność Gądkowskich. Pośrodku Boduszewa wznosi się piętrowy pałac z połowy XIX w. W pobliżu wsi znajduje się parking leśny. Rokrocznie w Boduszewie odbywa się Targ Wiejski będący inicjatywą samorządu oraz lokalnej społeczności. We wsi znajduje się również gospodarstwo agroturystyczne i pensjonat dla koni.